# Stanisław Marciniak (1915–1953)
Stanisław Marciniak  pseud. „Niewinny”, „Janusz” (ur. 1 sierpnia 1915 w Dratowie, 12 stycznia 1953 w Lublinie) – polski żołnierz podziemia niepodległościowego w czasie II wojny światowej w ramach Batalionów Chłopskich oraz powojennego podziemia antykomunistycznego w ramach Zrzeszenia „Wolność i Niezawisłość”.

## Życiorys
Pochodził z powiatu lubartowskiego, gdzie przyszedł na świat jako syn Stanisława i Józefy z domu Ozga. W latach 1937–1938 odbył służbę wojskową w 12. Pułku Ułanów Podolskich. Podczas okupacji niemieckiej działał w ramach Batalionów Chłopskich na placówce w Abramowie. Po wojnie związany był z podziemiem antykomunistycznym w ramach Zrzeszenia „Wolność i Niezawisłość”. Od stycznia 1947 należał do oddziału Józefa Struga pseud. „Ordon”, zaś po śmierci Struga i jego zastępcy Stanisława Falkiewicza pseud. „Ryś” od grudnia 1947 do maja 1948 kierował tymże oddziałem aż do jego rozpadu. Następnie wyjechał na Ziemie Odzyskane, a później do Płocka gdzie pracował jako strażak i strażnik przemysłowy w stoczni rzecznej. W 1951 powrócił na Lubelszczyznę i przystąpił do oddziału Edwarda Taraszkiewicza pseud. „Żelazny”, obawiając się aresztowania przez funkcjonariuszy aparatu bezpieczeństwa.
6 października 1951 został aresztowany w kolonii Zbereże, w wyniku obławy funkcjonariuszy Urzędu Bezpieczeństwa i Korpusu Bezpieczeństwa Wewnętrznego. Więziony był na Zamku w Lublinie, gdzie przeszedł brutalne śledztwo. 14 sierpnia 1952 został skazany na karę śmierci wyrokiem Wojskowego Sądu Rejonowego w Lublinie i 12 stycznia 1953 stracony w więzieniu na Zamku w Lublinie. Jego szczątki odnaleziono w 2017 podczas prac ekshumacyjnych na Cmentarzu Rzymskokatolickim przy ul. Unickiej w Lublinie. 4 października 2018, Instytut Pamięci Narodowej oficjalnie poinformował o zidentyfikowaniu szczątków Stanisława Marciniaka.